# Portsmouth (Rhode Island)
Portsmouth è un comune degli Stati Uniti d'America, nella Contea di Newport, nello Stato del Rhode Island.

## Geografia
La maggior parte del territorio comunale, compreso il capoluogo, è sulla parte settentrionale dell'isola di Aquidneck, la cui restante parte appartiene ai comuni di Newport e Middletown. Altre isole minori completano la superficie comunale, la principale delle quali è l'isola di Prudence.
Le località che fanno parte di questo comune sono: Bristol Ferry, Cedar Island, Common Fence Point, Corey Lane, Despair Island, Dyer Island, Gould Island, Hog Island, Homestead, Hope Island, Hummocks, Island Park, Melville, Patience, Prudence e Quaker Hill.
Fa parte dell'Area metropolitana di New York.